# ヌエバ・ガリシア

ヌエバ・ガリシア
Nueva Galicia (スペイン語)

ヌエバ・ガリシアの位置

ヌエバ・ガリシア（スペイン語: Nueva Galicia）は、今のメキシコ西部に1531年から1786年まで存在したスペインの植民地で、ヌエバ・エスパーニャの一部をなす。首都は1560年以来グアダラハラにあった。

## 歴史

1819年のヌエバ・エスパーニャの地図。濃い緑（グアダラハラとサカテカス）がヌエバ・ガリシア

メキシコの第1アウディエンシア長官だったコンキスタドールのヌーニョ・デ・グスマンは1529年12月21日に西部へ遠征を行った。1530年6月5日グスマンは征服したレルマ川右岸の土地の領有を宣言し、「Conquista del Espíritu Santo de la Mayor España」（大スペインの聖霊の征服）と呼んだ。しかしスペイン本国はこの名称を認めず、1531年1月25日の勅令でこの地を「ヌエバ・ガリシア王国」(Reino de la Nueva Galicia)と名づけ、その首都を「サンティアゴ・デ・ガリシア・デ・コンポステーラ」とするように勅令を下した。グスマンは最終的にこの名称を認めた。
1532年、グスマンは今のナヤリット州の州都であるテピクを最初の首都サンティアゴ・デ・ガリシア・デ・コンポステーラとした。1540年、クリストバル・デ・オニャーテ (Cristóbal de Oñate) はサンティアゴ・デ・ガリシア・デ・コンポステーラをコアトラン、すなわち今のナヤリット州コンポステーラに移転した。
1548年から翌年にかけてヌエバ・ガリシアのアウディエンシアと教区が設立された。アウディエンシアと司教座はコンポステーラに置かれた。
1560年にアウディエンシアと司教座はコンポステーラから新しい首都のグアダラハラに移転した。1574年、グアダラハラのアウディエンシアはメキシコから独立し、その管轄範囲はヌエバ・ガリシアのみならず北方の非常に広大な属州に及んだ。アウディエンシアはメキシコが独立する1821年ごろまで存在した。
16世紀から18世紀にかけて、ヌエバ・ガリシアの領土は現在のサカテカス州、アグアスカリエンテス州、ナヤリット州、およびハリスコ州とシナロア州の大部分、さらにサン・ルイス・ポトシ州とドゥランゴ州の一部にまたがっていた。
1786年12月4日のスペイン王カルロス3世の勅令によってヌエバ・エスパーニャの行政組織は大きく変更され（ブルボン改革も参照）、副王の下に12のインテンデンシアが置かれた。ヌエバ・ガリシアはインテンデンシア・デ・グアダラハラとなり、その領土は現在のハリスコ州、アグアスカリエンテス州、ナヤリット州、コリマ州に変更された。サカテカスのインテンデンシアは別に置かれた。
1810年9月16日にメキシコ独立革命がはじまると、ホセ・アントニオ・トーレス (es:José Antonio Torres) の率いる反乱軍が11月11日にグアダラハラを占領し、ミゲル・イダルゴは11月26日にグアダラハラに入った。メキシコ独立とメキシコ第一帝政の後、1823年6月21日にインテンデンシア・デ・グアダラハラはハリスコ州になることを宣言した。

## 関連文献
- Lázaro de Arregui, Domingo (1946), Descripción de la Nueva Galicia, CSIC - Escuela de Estudios Hispano-Americanos (EEHA)